# Giancarlo Romani Adami
Giancarlo Romani Adami (* 1933 in Bologna) ist ein italienischer Filmschaffender und Maler.

## Leben
Romani Adami besuchte das Polytechnikum und studierte danach am Centro Sperimentale di Cinematografia. 1959 und 1960 war er als Assistent von Federico Fellini und René Clément beschäftigt. Nach langjährigem Auslandsaufenthalt drehte er in Zusammenarbeit mit seinem Bruder, dem Maler Valerio Adami, der auch die Hauptrolle übernahm, den experimentellen Spielfilm Vacanze nel deserto 1971 auf 16-mm-Film. Er war im herkömmlichen Verleih nicht zu sehen, wird aber bis heute immer wieder in Programmkinos gezeigt.
Danach war Romani Adami nicht mehr im Filmgeschäft tätig; stattdessen wurde er Kunstmaler.

## Filmografie
- 1971: Vacanze nel deserto